# Роландо Кутиров
Роландо Кутиров (нар. 23 січня 1962) – македонський шахіст, гросмейстер від 1996 року. До 1993 року виступав під ім'ям Реджепагич.

## Шахова кар'єра
1985 року взяв участь у фіналі чемпіонату Югославії. Після здобуття незалежності Македонією опинився в когорті провідних шахістів країни, а також змінив ім'я. У 1994, 1996 і 1998 роках у складі національної збірної брав участь в шахових олімпіадах, тоді як 1997 року – в командному чемпіонаті Європи, який відбувся в Пулі.
У 1993 році поділив 4-те місце у першому чемпіонаті Македонії, тоді як 1995 року посів 2-ге місце на турнірі за круговою системою в Струмиці, який через незвичайну систему змагань і кінцеві результати викликав великі суперечки в шаховому світі. В тому турнірі взяли участь лише 4 шахісти, які розіграли між собою по 6 партій, а переможцем став Зураб Азмайпарашвілі (2610) з незвичайним результатом 16 очок у 18 партіях, що дало йому велике зростання рейтингу Ело. Роландо Кутиров  (2425) набрав 11½ очок (і його рейтинг також сильно зріс), а двоє інших шахістів – лише 4½ (Боян Кураїца, 2585) і 4 (Нухим Рашковський, 2550), втративши багато рейтингових очок.
Найвищий рейтинг в кар'єрі мав станом на 1 липня 1996 року, досягнувши 2525 очок займав тоді 1-ше місце серед македонських шахістів. Починаючи з 2002 року зіграв лише кілька партій на турнірах під егідою ФІДЕ.

## Зміни рейтингу
| На цьому місці має відображатися графік чи діаграма, однак з технічних причин його відображення наразі вимкнено. Будь ласка, не видаляйте код, який викликає це повідомлення. Розробники вже працюють для того, щоби відновити штатне функціонування цього графіка або діаграми. | |
| | На цьому місці має відображатися графік чи діаграма, однак з технічних причин його відображення наразі вимкнено. Будь ласка, не видаляйте код, який викликає це повідомлення. Розробники вже працюють для того, щоби відновити штатне функціонування цього графіка або діаграми. |